# Stadion Buftea
Stadion Buftea – stadion piłkarski w mieście Buftea niedaleko Bukaresztu, w Rumunii. Obiekt może pomieścić 450 widzów i jest częścią otwartego w 2010 roku drugiego centrum treningowego rumuńskiej federacji piłkarskiej. Stadion był także jedną z aren piłkarskich Mistrzostw Europy U-19 2011. Zostały na nim rozegrane trzy spotkania grupowe turnieju.